# Слободка при Озерке
Слободка при Озерке — деревня в Красноборском районе Архангельской области. Входит в состав Верхнеуфтюгского сельского поселения.

## География
Находится в юго-восточной части Архангельской области на расстоянии приблизительно 1 км на запад по прямой от административного центра поселения деревни Верхняя Уфтюга на правобережье реки Уфтюга у озера Источное.

## История
Упоминалась ещё в 1670 году. В 1859 году здесь (деревня Сольвычегодского уезда Вологодской губернии) было учтено 5 дворов.

## Население
Численность населения: 33 человека (1859 год), 7 (русские 100 %) в 2002 году, 6 в 2010.